# Atzenbrugg
Atzenbrugg är en ort och kommun  i Österrike. Den ligger i distriktet Tulln och förbundslandet Niederösterreich, 35 km nordväst om huvudstaden Wien.
Kommunen består av nio orter (Ortschaften) (inom parentes invånarantal 1 januari 2024):

- Atzenbrugg (729)
- Ebersdorf (67)
- Heiligeneich (1 427)
- Hütteldorf (116)
- Moosbierbaum (289)
- Tautendorf (90)
- Trasdorf (630)
- Watzendorf (51)
- Weinzierl (66)